# Ahmed Hachlaf
Pour les articles homonymes, voir Hachlaf.
 (septembre 2014).
Ahmed Hachlaf est un animateur de radio, producteur et historien franco-algérien de la musique arabe.

## Biographie
Après des études à Tlemcen et Alger, Ahmed Hachlaf vient à Paris pour y suivre des études de droit. Embauché à Paris Inter en 1946, il se voit confier une émission quotidienne destinée aux travailleurs maghrébins. En 1947, la maison de disques Pathé-Marconi l'engage comme directeur artistique pour reprendre son catalogue de musique arabe. Hachlaf interviewe les stars du genre et enregistre de nouveaux talents comme Warda, qui débute dans son émission alors qu'elle n'a que onze ans. Parallèlement, il réédite des disques 78 tours pour sauvegarder le patrimoine des musiques arabes de l'Égypte, l'Irak, du Liban, de la Syrie, de la Libye, de la Tunisie, du Soudan, d'Algérie, du Maroc, de la Mauritanie.
Durant la guerre d'Algérie, les deux frères sont identifiés par les services de police de Moselle comme soutiens aux militants nationalistes algériens. 
En 1972, il crée la maison de disques Le Club du disque arabe et met ainsi à disposition du monde entier plus de 5 000 chansons. Il produit ou réédite des disques d'artistes comme Farid El Atrache, Oum Kalthoum, Mohammed Abdel Wahab et Asmahan.
Avec son frère Mohamed El Habib Hachlaf, ils écrivent une Anthologie de la musique arabe (1906-1960) parue en 1993. L'ouvrage recense des biographies et discographies de dizaines d'artistes.
Après le décès des deux frères, Le Club du disque arabe fait faillite. À la mort de Mohamed El Habib Hachlaf en 1997, son fils et assistant, Amine, prend le relais et rachète en 2005 le catalogue du monde arabe de Pathé-Marconi.

## Publications
- Ahmed Hachlaf et Mohamed El Habib Hachlaf, Anthologie de la musique arabe (1906-1960), Paris, Centre culturel algérien/Publisud, 1993, 346 p. (ISBN 978-2866004767).